# Albert Gönner
Albert Gönner (* 29. März 1838 in Neufra, Hohenzollernsche Lande; † 5. Juli 1909 in Baden-Baden) war ein deutscher Verwaltungsjurist und Abgeordneter im Großherzogtum Baden. Über 32 Jahre war er Oberbürgermeister von Baden-Baden.

## Leben
Gönner studierte Rechtswissenschaft an der Albert-Ludwigs-Universität Freiburg und wurde 1858 im Corps Rhenania Freiburg aktiv. Als Inaktiver wechselte er an die Ludwig-Maximilians-Universität München und die Ruprecht-Karls-Universität Heidelberg. Nach der badischen juristischen Staatsprüfung (1859) und den Referendar- und Assessorexamen  (1862 und 1864) wurde er zum Dr. iur. promoviert.
Er trat in den Verwaltungsdienst des Großherzogtums Baden und kam nach Offenburg, Haslach im Kinzigtal und Kenzingen. 1866 (im Jahr des Deutschen Krieges) wurde er Amtmann in Überlingen. 1868 kam er als Polizeiamtmann nach Heidelberg, was auch die Verantwortung als Disziplinarvorgesetzter der Studenten bedeutete. Nach dem Deutsch-Französischen Krieg wurde er 1871 Oberamtmann und Amtsvorstand in Neustadt im Schwarzwald. 1875 wurde er zum Oberbürgermeister von Baden-Baden ernannt. Als er 1907 in den Ruhestand trat, verlieh ihm die Stadt die Ehrenbürgerwürde.
Als Mitglied der Nationalliberalen Partei saß er ab 1883 in der Zweiten Kammer der Badischen Ständeversammlung. Von 1893 bis 1905 war er ihr Präsident.

## Ehrungen

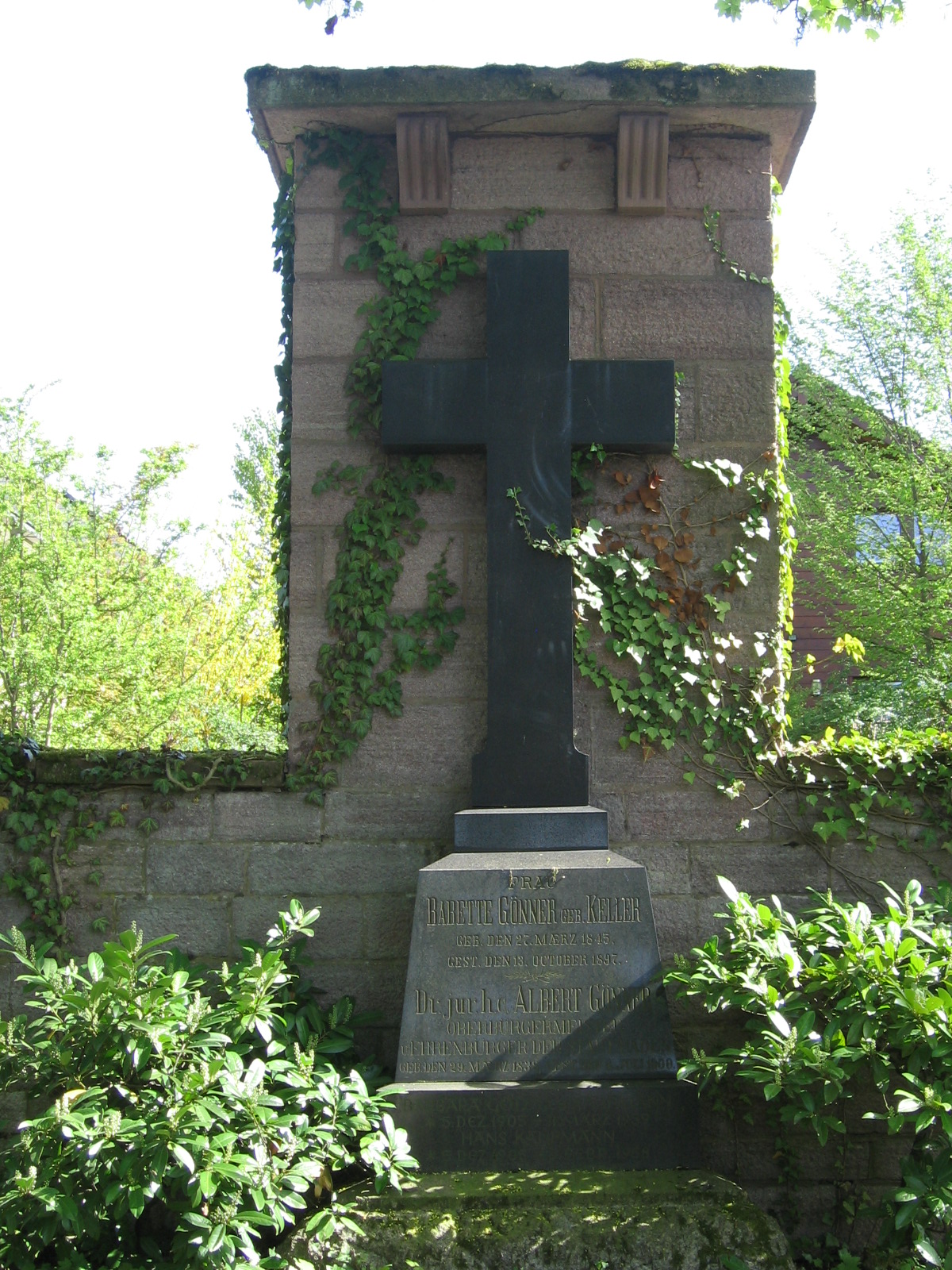
Gönners Grab in Baden-Baden

### Orden
- Sonnen- und Löwenorden, Offizierkreuz (1878)
- Roter Adlerorden IV. Klasse (1878)
- Orden vom Zähringer Löwen, Ritter I. Klasse (1881)
- Herzoglich Sachsen-Ernestinischer Hausorden, Ritter I. Klasse (1884)
- Hausorden der Wendischen Krone, Ritter (1884)
- Roter Adlerorden III. Klasse (1887)
- Russischer Orden der Heiligen Anna II. Klasse (1888)
- Orden der Rose, Ritter (1888)
- Königlicher Hausorden von Hohenzollern, Ehrenkreuz III. Klasse (1889)
- Sonnen- und Löwenorden, Kommandeurkreuz (1889)
- Orden Heinrichs des Löwen, Ritter I. Klasse (1892)
- Orden vom Zähringer Löwen, Kommandeur II. Klasse (1894)
- Herzoglich Sachsen-Ernestinischer Hausorden, Komtur II. Klasse (1895)
- Weißer Elefantenorden, Komtur (1897)
- Takovo-Orden, Kommandeur (1898)
- Hausorden vom Weißen Falken, Komtur (1898)
- Orden vom Zähringer Löwen, mit Eichenlaub (1900)
- Orden vom Zähringer Löwen, mit Stern
- Orden der Eisernen Krone (Österreich) III. Klasse
- Orden Heinrichs des Löwen, Komtur II. Klasse (1902)
- Orden Berthold des Ersten, Kommandeur II. Klasse (1902)
- Hausorden Albrechts des Bären, Komtur II. Klasse (1905)

### Sonstige
- Dr. iur. h. c. der juristischen Fakultät der Universität Heidelberg (1903)
- Ehrenbürger von Baden-Baden (1907)
- Gönneranlage in Baden-Baden (1907)